# Беджа (город)

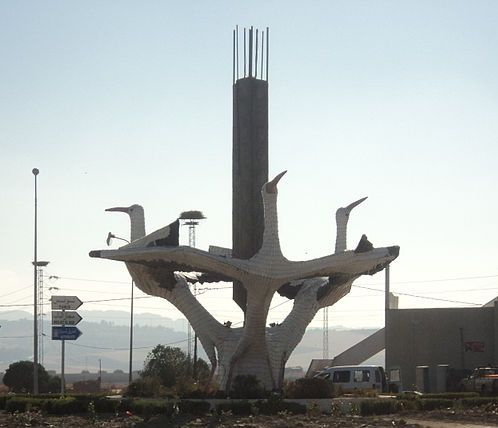

Бе́джа (араб. باجة‎) — город в Тунисе. Административный центр одноимённой провинции (вилайет Беджа).

## География
Город Беджа находится на северо-западе Туниса. Численность населения города — около 100 тысяч человек.
В прошлом, начиная ещё с древнеримских времён, Беджа и его окрестности славились своими плодородными полями; зерновые отсюда, как и их Египта, вывозились в Рим. Римляне называли этот регион «золотая земля» — по цвету колосившейся пшеницы. В настоящее время Беджа также играет важную роль в обеспечении Туниса продовольственными продуктами.

## История
В прошлом город Беджа неоднократно подвергался нападениям захватчиков — карфагенян, нумидийцев, римлян и вандалов. Нумидийский царь Югурта сделал Беджу (тогда она называлась Вага) центром одной из своих провинций. Во времена Югурты Беджа была также важным торговым центром. Позднее город принадлежал Византии. В VII веке он был захвачен арабами-мусульманами. В 1881 году город Беджа стал частью Французской колониальной империи.
В годы Второй мировой войны, с середины ноября 1942 по конец февраля 1943 года за Беджу шли ожесточённые бои между немецкими и британскими войсками. Город неоднократно бомбардировался германской авиацией. Немцы были остановлены и отбиты лишь 28 февраля 1943 года, в 15 километрах от Беджи.

## Города-партнёры
- Бежа, Португалия